# Rhexia rubrofenestrata
Rhexia rubrofenestrata är en insektsart som beskrevs av Richter. Rhexia rubrofenestrata ingår i släktet Rhexia och familjen hornstritar. Inga underarter finns listade i Catalogue of Life.